# 나주 장동리 고분
나주 장동리 고분(羅州 長洞里 古墳)은 대한민국 전라남도 나주시 동강면 장동리에 있는 고분이다. 2001년 9월 27일 전라남도의 문화재자료 제220호로 지정되었다.

## 개요
장동리 고분은 해발 10∼15m 정도의 구릉 정상부에 위치하는데 장동리 27-1번지에 해당한다.
분구의 형태는 고분의 북서쪽은 모를 이루며 꺾이고 있고 남동쪽은 원형으로 돌아가고 있어서, 방형에 가깝지만 원형의 분위기도 보이고 있다. 다만 고분이 방형이라면 구릉의 능선과 45˚정도 틀어지게 되는데 이는 일반적인 방대형 고분의 입지와 차이를 보이는 것이다. 또한 분정에 형성된 10∼12m의 평탄부는 정연하지는 않지만 원형을 띠고 있어서 원분의 분구 끝자락이 파괴된 것일 가능성이 큰 것으로 생각된다.
분정 평탄부에는 함몰 구덩이가 2군데에서 확인되며 옹관편도 발견되었다. 고분의 규모는 남서-북동 25m, 남동-북서 18.5m, 높이 2.5m이다.
이 고분에서 서남서쪽으로 300m 정도 떨어진 산기슭에도 2기의 고분이 있는데 동일 능선상에서 50m 정도의 간격을 두고 분포하고 있다. 이중 위쪽에 있는 고분은 평면 원형으로 규모는 직경 17m 정도, 높이 2m 내외이다.

## 참고 자료
- 나주장동리고분 - 국가유산청 국가유산포털